# جبارلو
جبارلو هي قرية في مقاطعة مشكين شهر، إيران. يقدر عدد سكانها بـ 366 نسمة بحسب إحصاء 2016.